# Нова-Розаландия

Нова-Розаландия на карте штата.

Нова-Розаландия (порт. Nova Rosalândia) — муниципалитет в Бразилии, входит в штат Токантинс. Составная часть мезорегиона Западный Токантинс. Входит в экономико-статистический микрорегион Риу-Формозу. Население составляет  3 770 человек на 2010 год. Занимает площадь 516,308 км². Плотность населения — 7,30 чел./км².
Праздник города —  12 января. 

## История
Город основан в 1972 году.

## Демография
Согласно сведениям, собранным в ходе переписи 2010 г. Национальным институтом географии и статистики (IBGE), население муниципалитета составляет:
| Полное население                               | Полное население                               | Полное население                               | Полное население                               | 3 770 |
| ---------------------------------------------- | ---------------------------------------------- | ---------------------------------------------- | ---------------------------------------------- | ----- |
| в том числе:                                   | Городское население                            | 2 468                                          | Процент городского населения, %                | 65,46 |
|                                                | Сельское население                             | 1 302                                          | Процент сельского населения, %                 | 34,54 |
|                                                | Мужское население                              | 1 965                                          | Процент мужского населения, %                  | 52,12 |
|                                                | Женское население                              | 1 805                                          | Процент женского населения, %                  | 47,88 |
| Плотность населения, чел/км²                   | Плотность населения, чел/км²                   | Плотность населения, чел/км²                   | Плотность населения, чел/км²                   | 7,30  |
| Население муниципалитета в % к населению штата | Население муниципалитета в % к населению штата | Население муниципалитета в % к населению штата | Население муниципалитета в % к населению штата | 0,27  |

По данным оценки 2016 года население муниципалитета составляет 4 113 жителей.

## Статистика
- Валовой внутренний продукт на 2003 составляет 7.497.418,00 реалов (данные: Бразильский институт географии и статистики).
- Валовой внутренний продукт на душу населения на 2003 составляет 2.317,59 реалов (данные: Бразильский институт географии и статистики).
- Индекс развития человеческого потенциала на 2000 составляет 0,709 (данные: Программа развития ООН).

## Важнейшие населенные пункты
| № | Населённый пункт        | Населённый пункт (порт.) | Категория | Население чел. (2010) | На карте                        |
| - | ----------------------- | ------------------------ | --------- | --------------------- | ------------------------------- |
| 1 | Нова-Розаландия         | Nova Rosalândia          | город     | 2468                  | 10°33′56″ ю. ш. 48°54′41″ з. д. |
| 2 | Кампу-Майор             | Campo Maior              | поселок   | 218                   | 10°25′41″ ю. ш. 49°00′00″ з. д. |
| 3 | Розаландия-ду-Токантинс | Rosalândia do Tocantins  | поселок   | 171                   | 10°34′36″ ю. ш. 49°00′50″ з. д. |
| 4 | Монти-Алегри            | Monte Alegre             | поселок   | 68                    | 10°24′54″ ю. ш. 49°01′27″ з. д. |